# Onthophagus laevis
Onthophagus laevis är en skalbaggsart som beskrevs av Edgar von Harold 1880. Onthophagus laevis ingår i släktet Onthophagus och familjen bladhorningar.

## Underarter
Arten delas in i följande underarter:
- O. l. lampromelas
- O. l. stevensi
- O. l. asiaticus